# Pirata iviei
Pirata iviei är en spindelart som beskrevs av Wallace och Harriet Exline 1978. Pirata iviei ingår i släktet Pirata och familjen vargspindlar. Inga underarter finns listade i Catalogue of Life.